# ESRI
ESRI (akronim z ang.: Environmental Systems Research Institute) – producent oprogramowania GIS, jeden ze światowych liderów w tej dziedzinie, założony w 1969 w Redlands w stanie Kalifornia w USA.
Firma ESRI Inc. powstała jako prywatny zespół doradców do spraw GIS i początkowo swoją działalnością objęła terytorium Stanów Zjednoczonych. Jej ówczesne działania skupiały się na opracowywaniu zasad i metod organizowania i analizowania informacji geograficznej. Wraz z rozwojem firmy powstawały kolejne wersje tworzonych przez nią narzędzi informatycznych, które obecnie stanowią wiodącą w świecie technologię GIS, a ESRI Inc. stała się światowym liderem w dziedzinie dynamicznie rozwijającej się technologii Systemów Informacji Geograficznej (GIS). W miarę upływu lat ESRI Inc. sukcesywnie rozszerzała swoją działalność na inne kontynenty i obecnie działa poprzez sieć blisko 90 dystrybutorów na całym świecie.
W Polsce oprogramowanie ESRI pojawiło się już na początku lat 90. XX wieku, zaś od 1995 roku jego wyłącznym polskim dystrybutorem jest firma ESRI Polska. ESRI Polska to obecnie kilkudziesięcioosobowy zespół specjalistów reprezentujących różne dziedziny (m.in. specjaliści GIS, geografowie, geodeci, informatycy, specjaliści ochrony środowiska, leśnicy), którzy oprócz sprzedaży i serwisu narzędzi ESRI realizują szeroki zakres usług związanych z wdrażaniem technologii GIS.

## Doradztwo
Zarówno obecnym, jak i potencjalnym użytkownikom oprogramowania GIS firma ESRI Polska doradza w zakresie możliwości wykorzystywania Systemów Informacji Geograficznej do wdrażania i podnoszenia efektywności realizacji różnych zadań.

## Analizy i konsultacje techniczne
Na podstawie analizy zadań i kompetencji przyszłych użytkowników GIS, określa się zakres danych i funkcjonalność tworzonego systemu GIS, które warunkują sprawne działanie zarazem systemu i użytkownika.
Konsultacje techniczne są jedną z form pomocy klientom wykorzystującym narzędzia ESRI, eksperci firmy służą pomocą w kwestii rozbudowy systemu czy optymalizacji jego działań.

## Projekty i wdrożenia
ESRI Polska projektuje i wdraża systemy GIS – opracowuje koncepcje i projekty techniczne uwzględniające wyniki analizy potrzeb oraz buduje i wdraża systemy zgodnie z tymi projektami.
Skalowalność i otwartość narzędzi ESRI umożliwia bezkolizyjne przechodzenie od systemów prostych do bardzo zróżnicowanych. Tworzone systemy odpowiadają aktualnym potrzebom użytkowników i mogą być ustawicznie rozwijane w przyszłości.

## Szkolenia
Oferowany przez ESRI Polska program szkoleniowy obejmuje szereg autoryzowanych kursów z zakresu wykorzystania narzędzi ESRI. Oferta szkoleniowa obejmuje również e-learning.

## Konferencje i seminaria
ESRI Polska organizuje konferencje i seminaria tematyczne, które są doskonałą okazją do spotkania, wymiany informacji i doświadczeń pomiędzy użytkownikami oprogramowania ESRI. Firma jest również rokrocznie organizatorem i koordynatorem światowego Dnia GIS (GIS Day).

## Współpraca
ESRI Polska stale współpracuje z partnerami, którzy opracowują profesjonalne aplikacje oprogramowania GIS wspomagające działania użytkowników w wielu sektorach gospodarki, na przykład dla potrzeb ewidencji nieruchomości, energetyki, planowania przestrzennego, urbanistyki, zarządzania techniczną infrastrukturą sieciową, analizowania rozprzestrzeniania się niebezpiecznych substancji chemicznych, monitorowania pojazdów, gospodarki leśnej, tworzenia planów i programów gospodarowania odpadami.